# Рамфокотта
Рамфокотта, или бычок-поросёнок (лат. Rhamphocottus richardsonii), — вид лучепёрых рыб отряда скорпенообразных. Единственный представитель одноимённого рода (Rhamphocottus) и семейства рамфокоттовых или шлеморогатковых (Rhamphocottidae). Родовое название происходит от греческих слов rhamphos — «нос, пик» и kottos — «неизвестная рыба». Видовое название дано в честь Джона Ричардсона (англ. John Richardson), натуралиста и исследователя. Распространены в северной части Тихого океана: от Японии до Аляски и, по крайней мере, до залива Санта-Моника (южная Калифорния, США). Донные хищные рыбы. Максимальная длина тела 8,9 см.

## Описание
У рамфокотты огромная голова, почти в половину общей длины тела. Рыло сильно вытянуто с маленьким ртом, окаймленным толстыми губами. Глаза маленькие, расположены по бокам головы. Кожа очень твёрдая, густо покрыта мелкими шипами. Плавники прозрачные, за исключением лучей. Длина тела 7—8 см. Могут издавать «хрюкающие» звуки. Жёстких лучей спинного плавника 7—8, а мягких 12—13. В анальном плавнике 6—7 мягких лучей. Хвостовой плавник хорошо округлён.

## Биология
Населяет литоральные зоны до глубины 165 м, приливные бассейны и скалистые места, а также песчаные грунты. Часто прячется в пустых раковинах, в том числе крупного балянуса Balanus nubilus и выброшенных бутылках и банках. Молодые питаются зоопланктоном и беспозвоночными, а также личинками рыб; взрослые также кормятся ракообразными. Может использовать грудные плавники, чтобы ползать по субстрату. В брачный период самка загоняет самца в расщелину скалы. Она удерживает его там, пока не отложит икру, а он её не оплодотворит.

## Взаимодействие с человеком
Охранный статус вида не определён, рыба безвредна для человека и не является объектом промысла.